# یوها هاریولا
یوها هاریولا (فنلاندی: Juha Harjula; ۲۰ ژوئن ۱۹۴۲ – ۱۲ مارس ۲۰۲۰) بازیکن بسکتبال اهل فنلاند بود. وی در بازی‌های المپیک تابستانی ۱۹۶۴ حضور داشته‌است.